# Nickel Plate Park
Nickel Plate Park är en park i Kanada.   Den ligger i provinsen British Columbia, i den södra delen av landet, 3 300 km väster om huvudstaden Ottawa. Nickel Plate Park ligger 1 849 meter över havet.
Terrängen runt Nickel Plate Park är kuperad åt nordost, men åt sydväst är den bergig. Runt Nickel Plate Park är det mycket glesbefolkat, med 3 invånare per kvadratkilometer.. Det finns inga samhällen i närheten.
I omgivningarna runt Nickel Plate Park växer i huvudsak barrskog.